# Nucleosideanalogon
Nucleosideanaloga zijn een klasse geneesmiddelen die een nucleoside bevatten dat gelijkt op natuurlijke nucleosiden, maar dat door de virale enzymen preferentieel ingebouwd wordt in het viraal DNA. Hierdoor wordt de goede werking van de virale enzymen geblokkeerd, en wordt de virusvermenigvuldiging sterk geremd.
Voorbeelden van nucleoside-analoga zijn middelen 
- tegen herpes-infecties:
  - aciclovir (Zovirax®) en valaciclovir (Zelitrex®)
  - trifluridine (TFT-Ophtiole®)
  - penciclovir (Vectavir®)
- tegen hepatitis B
  - adefovir (Preveon®, Hepsera®)
  - entecavir (Baraclude®)
  - telbivudine (Tyzeka®, Sebivo®)
- tegen hiv
  - zidovudine (Retrovir AZT®)
  - stavudine (Zerit®)
  - lamivudine (Epivir®)